# فرانز ليست

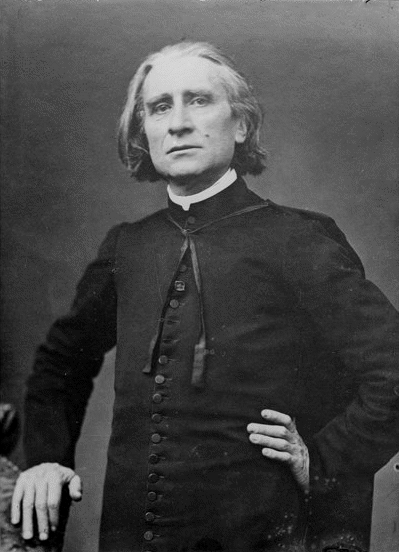
صورة لفرنتس لست من قبل بوتي بيير في عام 1870

فرنتس لست (22 أكتوبر 1811 - 31 يوليو 1886) ولد في رايدينغ بالمجر لأب مجري هو آدم ليست وأم من أصل نمساوي-ألماني هي أنا لاجر.
في التاسعة من عمره عزف في إحدى الحفلات بمهارة فائقة على آلة البيانو، حتى أن بعض الحاضرين تبرعوا بنفقات دراسته العليا. وبعد دراسة ثلاث سنوات في فيينا لقي إعجاباً في فيينا. بعد وفاة والده (1826) وهو في سن الخامسة عشرة أصيب بالإحباط واعتزل الموسيقى وبدأ العمل مدرسًا للبيانو. وقع في حبّ إحدى طالباتة الكونتيسة ماري داغولت، وبقيا سوية بين عامي 1835 إلى 1839 وأنجبا ثلاثة أطفال؛ بلاندين (1835-1862)، دانييل (1839-1859) وكوزيما (1837-1930) والتي أصبحت زوجة ريتشارد فاغنر. اشتهر أيضاً في باريس ووثق هناك صلته (بشوبان) و (باغانيني) بدءاً من عام 1832. اشتهر بأعماله الخيرية، تبرع بإقامة نصب تذكاري لبتهوفن في مدينة بون. قضى ليست بقية حياته متنقلاً بين روما وفايمر وبودابست التي تقلد فيها منصب رئاسة الأكاديمية الموسيقية.
أهم مؤلفات ليست: ثماني سيمفونيات شعرية، تسع عشرة رابسودي (في الأصل هي أغنية بطولية، جعل ليست منها مقطوعات موسيقية فيها تلوين في الإيقاع والنغم، مبنية على رقصات شعبية)، وسيمفونية (دانته) وفاوست واثنتان من الكونشرتو للبيانو، إلى جانب مؤلفاته الدينية. إن مهارة ليست في العزف على البيانو ومؤلفاته قلبت جميع الأساليب السابقة ووسعت من نطاق استعمال الآلة.

## مقدمة
حياة المؤلف الموسيقي وعازف البيانو الماهر فرانز ليست يمكن النظر إليها كتوضيح مستمر للمعيار القديم. «طريق الإفراط يصل لقصر الحكمة». فيما عدا أن ليست لم يترك الطريق ولم يصل للقصر. رحلته تميزت بأجزاء مساوية تقريبا للعبقرية والكرم وخدمة الذات ومطاردة النساء والتراجع لراهب. بعض المواصفات نفسها تنطبق على موسيقاه، التي ما زالت في أفضل شكل للابتكار يمكنها الانزلاق للفظاظة. على أية حال قدسه جمهور خاصة النساء من البداية للنهاية. يقال أن كونتيسة معينة أو أخرى ارتدت في قلادة ذهبية إحدى اعقاب سيجار ليست حتى يوم مماتها.

## حياته
ولد في 22 أكتوبر 1811 في ريدنج في المجر. من سنواته الأولى دربه والده على البيانو. حين اتضح أن الفتى موهوب بأبعاد تشبه موهبة موتسارت، سنة 1821 مجموعة من النبلاء المجريين دفعوا المال لأسرته للذهاب إلى فيينا، حيث درس فرانز البيانو مع العازف الشهير سزيرني والتأليف مع أنطونيو سالييري. قال ليست أنه دوما في فيينا عزف أعمال بيتهوفن الذي كافئه بقبلة لكن قد تكون القصة زائفة: لأن بيتهوفن كان أصمَّ تمامًا وقتها. في سن الثالثة عشرة أوبرا ليست من فصل واحد «دون سانش» عرضت وسط التصفيق لكنه سحب العمل ولم يحاول عرضه ثانية. حين انتقل لباريس سنة 1824 أصبح أحد أشهر عازفي البيانو في أوروبا. حين توفي والده سنة 1827 عرف أن مشواره الفني لابنه كان مضمون إذا لم يكن يدع البريق يصل له. الكلمات الأخيرة التنبؤية لوالده: «أخاف عليك من النساء» بعد ذلك في الحال أقام ليست أولى علاقاته العديدة هذه المرة مع فتاة عمرها 16 سنة حين فسخ والدها العلاقة، قضى عامين من التدين الهوسي الذي ميز حياته بشكل دوري.
سنة 1830 التقى ليست مع ثلاثة فنانين أعادوا تنشيطه: برليوز، نموذجه للشكل والتوزيع بالأسلوب العظيم؛ شوبان، الذي كشف عن طرق جديدة للكتابة للبيانو، وعازف الكمان بجانيني، الذي أذهله بمهارته التي لا تضاهى. لعامين اقتصر نشاط ليست على ممارسة التكنيك في العزف بتصميم شديد، وعادة لحياة الحفلات حيث وصف نفسه بأنه «بجانيني البيانو». قد يكون أعظم أستاذ لآلة مفاتيح عاش من قبل. أعماله في هذه المرحلة مصممة في الأساس لتستعرض أعماله، تتراوح من الرائع للرهيب، فكانت الأعمال أسس برنامج حفلات ماهرة من حينها.

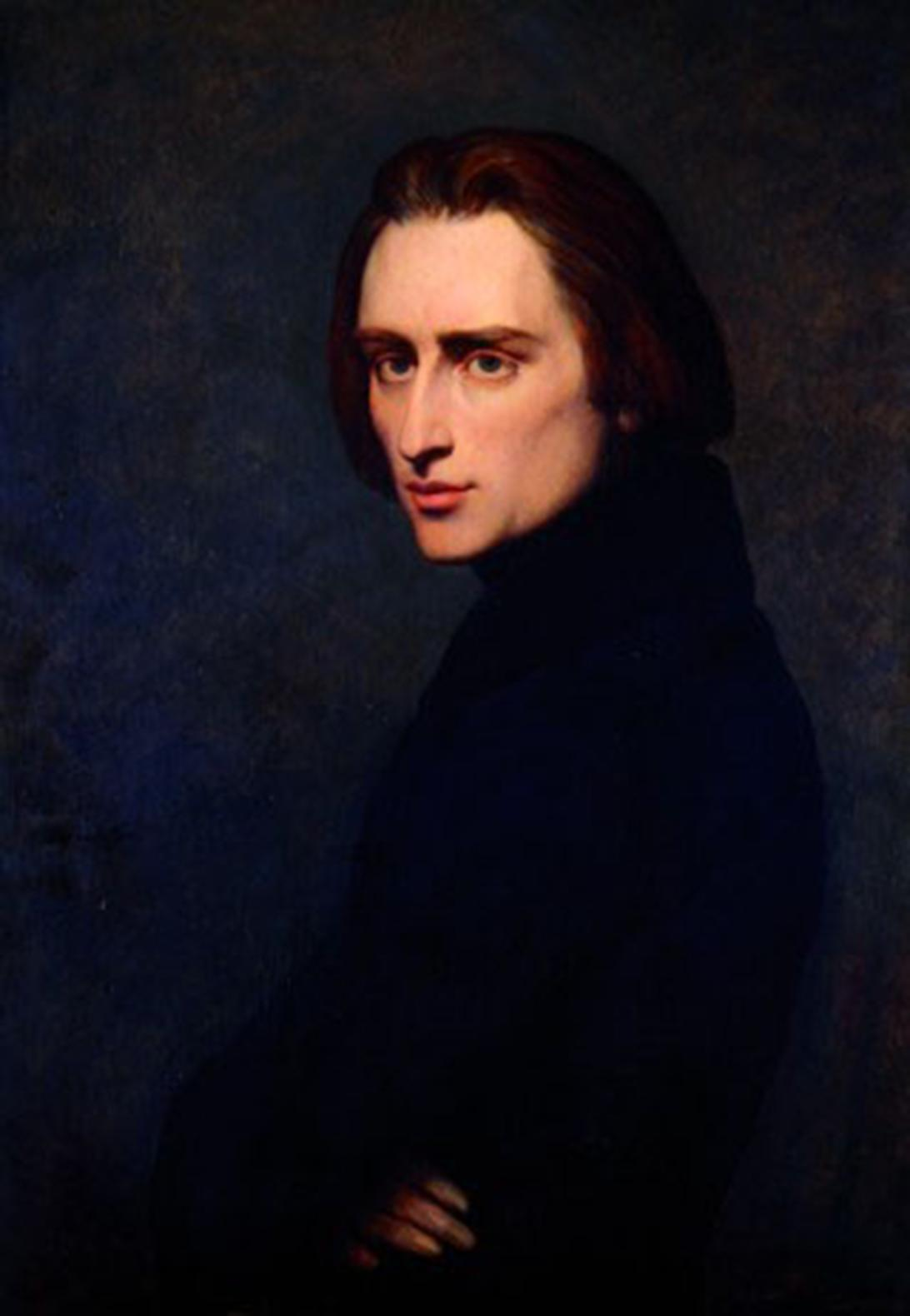
بورتريه لليست لآري شيفر سنة 1837

كان جمهوره هو الجديد البرجوازي الذي يرتاد الحفلات. عكس صديقه وخصمه شوبان، عرف ليست ما أراده الجمهور وكان سعيدا لتقديمه. حيث تصادف أنه وسيم واستعراضي بالفطرة، كان النجاح مضمونا. حفلاته للمرة الأولى تعرف بالرسيتال كانت مزيجا من الجدية والسيرك المجتمع الروحاني والحمى الحسية (التي تنطبق على كثير من المرحلة الرومانسية أيضا). كتب أحد المعلقين «الإلقاء باستمرار للخلف بشعره الطويل مع شفاهه ترتجف اجتاح المسرح بنظرة سيد مبتسم». روى آخر: «مع بداية التشنج شاهدت ملامح ليست تعلوها عذاب التعبير يمتزج بابتسامات سرور مشعة لم أرها قط في أي وجه بشري آخر إلا في لوحات المسيح. فقد وعيه بين ذراعي صديق كان يقلب له الصفحات وحمله خارج في نوبة قوية من الهستريا».
أول علاقة مستمرة لليست بدأت عام 1835 مع الكونتيسة داجولت المتزوجة التي مثل جورج ساند كتبت روايات باسم رجل. سافرا حول أوروبا وأنجبا ثلاثة أطفال من بينهم كوزيما التي ألهمت الموسيقيين نفسها. حول أوروبا وأنجبا ثلاثة أطفال من بينهم كوزيما التي ألهمت الموسيقيين نفسها. أثناء هذا سعى لبعض الخيالات العابرة، بمن فيهم جورج ساند والأسطورية لولا مونتيز موديل رواية ألكسندر دوماس “غادة الكاميليا" قبل عام 1844 سأمت الكونتيسة من استغراق ليست في أنشطة غير روتينية وتركته. بعدها أقام علاقة أخرى مع الأميرة الروسية البولندية كارولين شين فتجنشتاين المؤلفة الجميلة غريبة الأطوار التي تدخن السيجار ومؤلفة عمل من 24 مجلد بعنوان "الأسباب الداخلية للضعف الخارجي للكنيسة". كانت الأميرة على علم جيد بنقاط الضعف الخارجية والداخلية له الأميرة تحملت حبيبها وبقت معه لباقي أيامه، حيث عملت ضمن أمور أخرى كمؤلفة عدة كتب (أساس غير دقيقة ومكثفة عن شوبان والموسيقى المجرية التي كانت متحمسة لها لكن بالكاد خبيرا فيها).

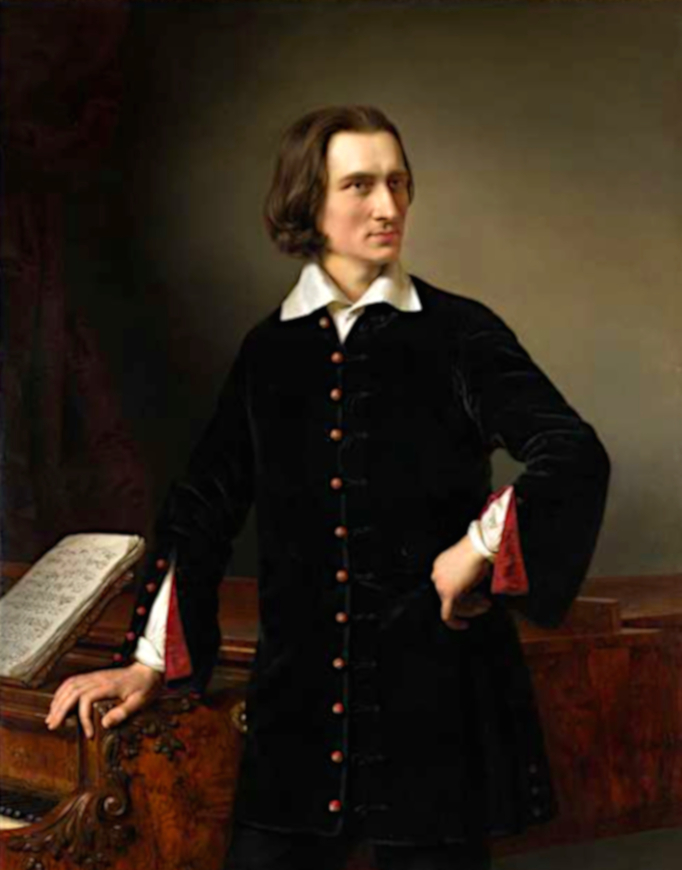
فرانز ليست، بورتريه لميكلوس باراباس، رسام مجري سنة 1847

كما نجحت في إعادة ليست للدين ثانية، بشكل مقنع كفاية حتى البابا جعله رئيس الدير عام 1865. ذهب ليست لروما لعامين حيث قضى أيامه في التوبة والصلاة وأمسياته مع النساء. لاحقا تولى الدرجات الصغرى في الكنيسة لكنه لم يصبح قسا بالكامل قط، كانت الكنيسة حذرة من غرامياته فلم تسمح بذلك. بمجرد إصرار ليست على الاعتراف للبابا شخصيا، أنهك بسبب معتقداته دون نهاية، القس أخيرا هتف: «ليست؛ اذهب اعترف بخطاياك للبيانو الخاص بك».
بعد عام 1848 تقاعد عمليا من العزف في الحفلات وأصبح قائد أوركسترا بلاط وايمار. خلال إحدى عشرة سنة قضاها في تلك الوظيفة ألف بغزارة وايضا قاد الأوركسترا وروج لموسيقى الآخرين. المستفيد الأساسي من جهوده كان فاجنر؛ ضمن أعمال أخرى قاد ليست العرض الأول للهونجرين. معا قاد الرجلان القسم الموسيقي في أوروبا تحت شعار فاجنر «موسيقى المستقبل». العديد من المسودات للبيانو لليست والتوزيعات وتنويعات عمل المؤلفين الآخرين ساعدت أيضا في سيمفونيات الترويج لبيتوفن وشوبرت وأغاني شوبرت والكثير من الأعمال الأخرى.

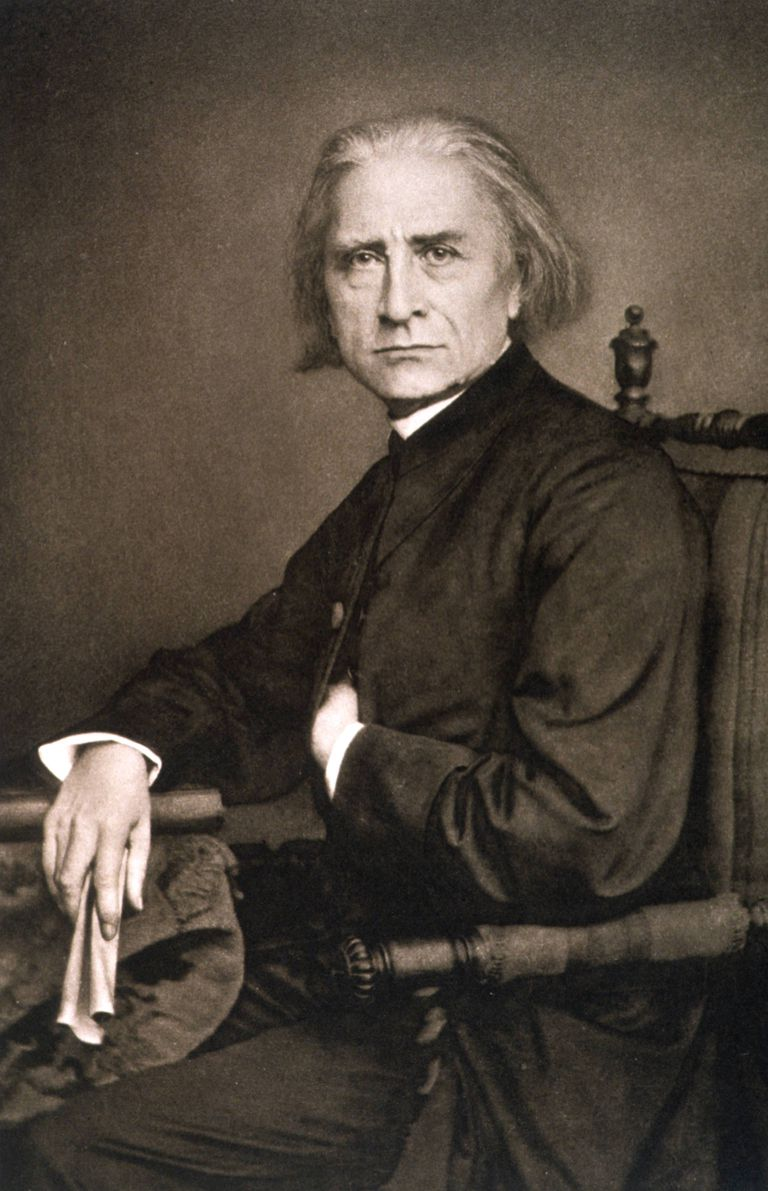
ليست، صورة فتوغرافية التقطتها فرانز هانفستانجل، يونيو 1867.

قضى عقوده الأخيرة في وايمار وٍروما وبودابست في التأليف والتدريس والدعاية للموسيقى الجديدة حيث سعى للدين ووقع في مشاكل من النساء الشابات. ضمن العديد من طلاب البيانو المهيمن كان المايسترو هانز فون بولوف الذي تزوج من كوزيما ابنة ليست وكان يعتنق مذهب فاجنر غلى أن سلب منه فاجنر كوزيما لنفسه. توقفت العلاقات بين ليست وفاجنر لبعض الوقت – حتى قبل أن يتصالحا ما زال ليست يروج لأعمال فاجنر.
في سنواته الأخيرة الأب ليست البدين كما كان يحب أن يطلقون عليه كان عمليا مزار احب المؤلفون الشباب زيارته يتلقون منه البركة، بورودين وفوريه وديبوسي كانوا ضمن الحجاج. في سن 75 قام ليست بجولة اليوبيل إلى بودابست وليج وباريس ولندن، تلقت أعماله حجه الخاص إلى بايرويت مدينة فاجنر حيث أصر رغم مرضه على سماع بارسيفال وتريستان وايزولده. أثناء عرض الأخيرة اصيب بالالتهاب الرئوي وتوفي بسببه في 31 يوليو 1886.

## موسيقاه
لكن معظم المعجبين المحسنين يعترفون أن ليست متقلب. مع ذلك استمرت موسيقاه وليس فقط الجانب الماهر منها. لا أحد يمكنه إنكار أهميته الكبيرة في موسيقى أواخر القرن التاسع عشر: بدون أفكار ليست الموسيقية، لكان فاجنر وفنانون آخرون لم يولدون.
بعد المبالغات غير المنضبطة لفترة عزفه الماهر اجتهد ليست لسنوات لترويض خياله الجامح ليصير أعمال موسيقية كبيرة. نضج ليست بتقليد الماضي لكن بتطوير تقنيات مناسبة لأفكاره الجديدة للبناء الموسيقي. هذه الأفكار والتقنيات تمثل أهم تراث له.
المكون الأساسي لجدول موسيقى المستقبل الذي دعى له هو وفاجنر كان مفهوم تركيب الفنون. في حالة ليست أدى هذا إلى القصيد السيمفوني وهو عمل اوركسترالي عادة من حركة واحدة يقوم على فكرة ادبية أو فلسفية. الإلهام الأساسي لهذا النوع الجديد كان «السيمفونية الخيالية» لبرليوز ليست ببساطة طور هذا المفهوم ذا البرنامج لهذا العمل مثلما فعل مع توزيع برليوز وفكرته الثابتة ومبالغته عامة.
من الأعمال المفضلة لدى الجمهور 13 قصيد سيمفوني لليست هو «المقدمات». لا يوجد برنامج معين هنا لكن بدلا من ذلك فكرة معينة من الشاعر لامارتين: «ما حياتنا إلا سلسلة مقدمات لتلك الاغنية المجهولة التي يطرق منها الموت النغمة الجادة الأولى؟». أنه مزيج مميز لليست للهارموني المبتكر والنظام الرسمي الهائم القائم على الألحان المتكرر والحلقات التي تتراوح من العظيم إلى العاطفي. ما زال في عرض مقيد يمكن لإضافة «المقدمات» إلى خبرة قوية.
ضمن أفضل وأشهر أعماله للبيانو التي تستلزم مهارة في الأداء مقطوعة ذات برنامج بعنوان "فالس مفيستو رقم 1” لعام 1860 أحد العديد من الأعمال في تيار شيطاني. البرنامج يقوم على مسرحية فاوست لغوته وهي عمل رومانسي مفضل: يغوي فاوست فتاة في حفل راقص في حين يقدم الشيطان مفيستفوليس مصاحبة الكمان الشيطاني. ليست يجعل البيانو نوع من الكمان الخارق، حيث يبني نوتة عبقرية إلى قمة محمومة. معا يمنح ليست وشومان للمستقبل فهما للبيانو ومجموعة أفكار في الكتابة لها حتى يبحث المؤلفون عنها لأغلب القرن.
رغم انه موسيقي مجري ملحمي بالكاد تحدث ليست اللغة وفقط نادرا عاش في بلده الأم. مقطوعاته بالاتجاه المجري قامت أساسا على أنغام فرق الشارع من الغجر بدلا من الموسيقى الشعبية المجرية التي كان بارتوك وكوداي أول من دونها. ما زالت محاولات ليست في الاتجاه القومي تسهم كثيرا في الحركة القومية للقرن التاسع عشر وما بعده. رابسودياته المجرية خاصة رقم 2، هي الحلوى المحبوبة لبرنامج الحفلات الموسيقية الكلاسيكية الخفيفة.
ظهر العديد من أهم أعماله في 1850 حين زاد من سيطرته على الشكل والعلاقات اللحنية. بتزايد في موسيقاه الناضجة ألحان مقطوعة كاملة مشتقة من مجموعة صغيرة من الألحان الأساسية، هذه التقنية ستأثر على المؤلفين بدءا من فاجنر (فكرة اللحن الدال) وفي المستقبل مثل مستقبله كبارتوك وشونبرج. السوناتا الهائلة في مقام سي الصغير للبيانو ذروة موسيقى البيانو لليست هي ليست سوناتا تقليدية قدر ما هي رابسودية طبيعة عظيمة تعتمد على عدة موتيفات. في حركتها الواحدة تم بعض من أروع وأكثر صفحاته تطلعا للمستقبل. يوجد تناول لحني مماثل في كونشرتو البيانو رقم 1 في مقام مي بيمول الذي يكون لحنه الأساسي مكون من خط غنائي كروماتي يتحول في كل من الأربع حركات. هذا الكونشرتو الاستعراضي واحد من الأعمال الأساسية للأسلوب الرومانسي العظيم.
مقطوعات مماثلة لأصدقاء برليوز وفاجنر ألهمت سيمفونية فاوست لليست لسنة 1853-57. أول ثلاث حركات هي رسم على التوالي لفاوست وجرتشن ومفستفوليس (اسكرتزو ساخر) الحركة الأخيرة هي لحن كورالي لChorus Mysticus الذي ينهي مسرحية غوته. إضافة إلى الاحتواء على بعض من أكثر توزيع فعال وأفكار موسيقية، تظهر «سيمفونية فاوست» الأسلوب الهارموني الجذري الذي أثر كثيرا على المؤلفين اللاحقين، الافتتاحية كروماتية حتى أنها تقترح اللامقامية. سرقها فاجنر في الحال في عمله «الفالكيري».
قرب نهاية حياته كتب ليست العديد من المقطوعات الصغيرة الغامضة التأملية للبيانو التي كانت حقا موسيقى المستقبل، تقترح الأسلوب الهارموني لديبوسي وتتنبأ بشونبرج. ضمن هذه «السحب الرمادية» غير العادية التي تبرز خطوط لحنية كروماتية تتميز بالتنافر دون حل. مع هذه الأعمال الأخيرة – الروحانية والباحثة مع لمسة من اليأس – يختتم ليست الأوديسة الفريدة لحياته الباحثة.

## أعماله
- قصائد سمفونية.
- أفي ماريا (شوبرت)

## روابط خارجية
- فرانز ليست على موقع IMDb (الإنجليزية)
- فرانز ليست على موقع الموسوعة البريطانية (الإنجليزية)
- فرانز ليست على موقع ألو سيني (الفرنسية)
- فرانز ليست على موقع ميوزك برينز (الإنجليزية)
- فرانز ليست على موقع أول موفي (الإنجليزية)
- فرانز ليست على موقع قاعدة بيانات برودواي على الإنترنت (الإنجليزية)
- فرانز ليست على موقع قاعدة بيانات برودواي على الإنترنت (الإنجليزية)
- فرانز ليست على موقع قاعدة بيانات الأفلام السويدية (السويدية)
- فرانز ليست على موقع إن إن دي بي (الإنجليزية)
- فرانز ليست على موقع أول ميوزيك (الإنجليزية)